# Paremballonura
Paremballonura ist eine Gattung von Fledertieren in der Familie der Glattnasen-Freischwänze (Emballonuridae), die mit zwei Arten auf Madagaskar vorkommt. Die Typusart der Gattung, die Östliche Madagaskar-Freischwanzfledermaus (Paremballonura atrata Peters, 1874) lebt im Tiefland an der Ostküste Madagaskars, die Tsingy-Freischwanzfledermaus (Paremballonura tiavato Goodman, Cardiff, Ranivo, Russell und Yoder, 2006) lebt an der Westküste.

## Merkmale
Paremballonura sind kleine Fledermäuse mit Schädellängen von 12,2 bis 13,8 mm und einem 35 bis 41 mm langen Unterarm. Beide Arten haben ein langes, etwas zotteliges Rückenfell, das bei der Madagaskar-Freischwanzfledermaus einfarbig hell oder graubraun und bei der Tsingy-Freischwanzfledermaus schwärzlich braun ist. Die Ohren sind lang und abgerundet und auffallend groß (11 bis 14 mm bei der Tsingy-Freischwanzfledermaus und 15 bis 19 bei der Madagaskar-Freischwanzfledermaus). Der innere Abschnitt des Tragus ist konvex und zeigt einen deutlichen beilförmigen Vorsprung nach vorne. Der Calcar ist etwas kürzer als das Schienbein. Das Nasenbein hat die Form einer Sanduhr und eine ausgeprägte mittige Furche. Zwischen dem ersten und dem zweiten Prämolar liegt ein relativ schmales Diastema.
Von der Gattung der Schiebeschwanz-Fledermäuse (Coleura) unterscheiden sich Paremballonura-Arten durch ihre Kleinheit, das Fehlen einer mittigen Furche in der Unterlippe, einen Calcar, der kürzer ist als das Schienbein, einen konvexen Tragus und eine dunkle, nicht transparente Flughaut.

## Systematik
Die Gattung Paremballonura wurde erst im Jahr 2012 eingeführt, nachdem eine molekulargenetische Analyse ergeben hat, dass die Tribus Emballonurini aus zwei Kladen besteht, eine besteht aus den in Asien und in der indopazifischen Region vorkommenden Arten der Gattung Emballonura und eine zweite, die sich aus den Schiebeschwanz-Fledermäusen (Coleura) aus Afrika und den Seychellen und den madegassischen Arten der Gattung Emballonura zusammensetzt. Die Gattung Emballonura wurde dadurch paraphyletisch. Nach Einführung der Gattung Paremballonura für die zwei madegassischen Emballonura-Arten ist Emballonura wieder monophyletisch.